# Хериберт Вебер
Хериберт Вебер (на немски: Heribert Weber) (роден на 28 юни 1955 в Пьолс, Австрия) е австрийски футболист, национален състезател и треньор. В своята кариера като играч той става пет пъти шампион на Австрия и четири пъти носител на купата.